# Tanjung Baru (Tanah Merah)
Tanjung Baru is een bestuurslaag in het regentschap Indragiri Hilir van de provincie Riau, Indonesië. Tanjung Baru telt 1932 inwoners (volkstelling 2010).